# Pearl S. Buck
Pearl Comfort Sydenstricker-Buck (Hillsboro (West Virginia), 26 juni 1892 – Danby, Vermont 6 maart 1973) was een Amerikaans schrijfster die vooral bekend is om haar romans over het leven in China. Zij ontving de Nobelprijs voor Literatuur in 1938.

## Leven en werk
Toen ze drie maanden oud was, ging ze met haar ouders naar de Chinese provincie Jiangsu, waar haar ouders missionaris waren. Pearl bracht de eerste jaren van haar jeugd in China door, waar zij Chineestalig werd opgevoed, met Engels als tweede taal. In 1900 verliet de familie het land, omdat het daar door de Bokseropstand te gevaarlijk werd voor buitenlanders. De geruchten over gewelddadigheden tegen westerse missionarissen en de vijandige houding die veel Chinezen plotseling aannamen, grepen de toen 8-jarige Pearl erg aan. In 1902 keerde de familie Sydenstricker na een verblijf in San Francisco weer terug naar China.
Van 1910 tot 1914 studeerde Pearl aan het Randolph-Macon Women's College in Lynchburg, Virginia. Daarna ging zij terug naar China. In 1917 trouwde ze met John Lossing Buck. Het echtpaar ging in de arme provincie Anhui wonen.
In 1921 beviel Pearl S. Buck van een dochter, Carol. Deze dochter bleek verstandelijk gehandicapt. Mede om de kosten van de zorg voor haar te kunnen opbrengen, begon Buck met schrijven.
Vanaf de jaren 20 publiceerde Pearl Buck verhalen en essays. In 1930 publiceerde ze haar eerste roman, East Wind, West Wind. Haar beroemdste roman, The Good Earth, werd gepubliceerd in 1931. Samen met Sons uit 1933 en A House Divided uit 1935 vormt dit een trilogie, ook gepubliceerd als The House of Earth in 1935. Pearl Bucks boeken spelen zich vooral in China af. Zij was de eerste vrouw die de Pulitzerprijs voor fictie won met haar boek The Good Earth. In 1938 won ze als eerste Amerikaanse vrouw de Nobelprijs voor Literatuur.
Wegens de politieke spanningen in China en om beter te kunnen zorgen voor haar gehandicapte dochter verhuisde Pearl Buck in 1934 weer naar de VS. In 1935 trouwde ze met Walsh, na van haar eerste man gescheiden te zijn. Samen met hem adopteerde ze negen kinderen.
In de jaren 60 werd bij haar dochter de diagnose PKU (Fenylketonurie) gesteld. Buck heeft over de zorg voor deze dochter later ook een boek geschreven, The Child Who Never Grew, een aangrijpend verhaal over de zorg voor een verstandelijk gehandicapt kind.
Terug in de Verenigde Staten zette Buck zich in voor burger- en vrouwenrechten, en zette ze enige organisaties op voor contact met en hulp aan Aziatische landen.
Pearl Buck overleed in 1973 op tachtigjarige leeftijd.

## Na haar overlijden
De Nederlandse Bettine Vriesekoop schreef een biografische studie van het leven en schrijverschap Pearl Buck, die in 2021 verscheen met de titel Het China-gevoel van Pearl S. Buck.

## Trivia
In 1991 werd een inslagkrater op de planeet Venus naar haar vernoemd.